# Шабли (винодельческий район)
Винодельческий регион Шабли (фр. Chablisien или фр. vignoble de Chablis), расположен во Франции, в регионе Бургундия — Франш-Конте, в департаменте Йонна (также называемом Нижней Бургундией).
В регионе существует 4 наименования Аппелласьонов производящие сухие белые вина Шабли: petit-chablis (фр. Маленькое Шабли), chablis (фр. Шабли), chablis Premier Cru (фр. Первые Вина Шабли) и Chablis Grand Cru (фр. Великий Вина Шабли).

## История

### Древность
Происхождение Шабли датируется XI веком до нашей эры, когда у южного въезда в нынешний город была галльская деревня. Первые лозы, вероятно, были посажены в I веке нашей эры. Но они действительно развивались со II века под влиянием римского императора Проба (276—282).

### Средневековье
В 854 году монахи Тура, спасаясь от вторжения викингов, нашли убежище в аббатстве Сен-Жермен-д’Осер с мощами своего «покровителя», Мартина Турского. В 867 году король западных франков Карл II (внук Карла Великого) передал монахам Тура деревню Шабли и монастырь Сен-Лу, куда они через десять лет переедут, чтобы разместить там мощи святого Мартина. Они же сажают виноградные лозы на склонах холмов напротив Серейна, исторического центра виноградника Шабли и текущего местоположения Chablis-grand-cru. В 1118 году монахи из Понтиньи заключили соглашение с монахами Сен-Мартен-де-Тур, дающее им право эксплуатировать тридцать шесть арпанов виноградников вокруг Шабли (или около двадцати двух гектаров). Чтобы хранить своё вино, они построили «Petit Pontigny» в Шабли, в подвале которого до сих пор производится и хранится вино, и который служит штаб-квартирой Межпрофессионального бюро бургундских вин в Шабли.
С XIII века вина Шабли получили географическое и коммерческое распространение и участвовали в общем обогащении города, для которого они долгое время оставались основным источником дохода. В 1230 году появился первый запрет на сбор урожая. Это соответствует дате начала сбора урожая. В 1328 году 450 владельцев возделывали 500 га виноградных лоз. Затем вина, доставленные по суше в Осер, следовали по реке Йонна, достигнув Парижа, а затем, возможно, Руана, а оттуда в страны севера. Вина Шабли быстро приобретают особый статус во французском виноделии.

### Современный период
Во время революции лучшие виноградники, ранее принадлежавшие духовенству, были выставлены на продажу в качестве национальной собственности и, таким образом, стали доступны для всех виноградарей. В 1850 году в Шабли возделывали 38 000 гектаров виноградников и производили один миллион гектолитров вина в год. Йонна была одним из самых винодельческих департаментов Франции. В 1887 году виноградники Шабли были полностью уничтожены филлоксерой. Реконструкция началась десять лет спустя с американских подвоев и шла медленно и сложно.
Во время Первой мировой войны погибли многие молодые виноградари. В 1919 году был достигнут консенсус в отношении ряда винтажей, которые продвигались столетиями наблюдений: Vaudésir, Grenouilles, Valmur, Les Clos и Blanchot. В 1938 году к ним присоединились Les Preuses и Bougros, и название «chablis grand cru» с семью климатическими условиями приняло окончательную форму. Определены AOC «chablis» и «chablis grands crus».
15 июня 1940 года город Шабли был разбомблен Люфтваффе. Девяносто человек погибло, также был нанесён значительный материальный ущерб. Большая часть старого города была разрушена. В 1943 году указом были установлены условия AOC «petit chablis». В 1945 году виноградники в Шабли занимали 470 га и расширились до 750 га в 1970 году. Лишь в начале 1960-х годов производство вин Шабли действительно возобновило своё развитие с развитием механизации и внедрением системы контроля замерзания (ещё одно бедствие для виноградников в регионе).

## Географическое местоположение
Виноградник Шабли принадлежит к виноградникам Бургундии и простирается до Флер-де-кото на 17 коммун вдоль реки Ле Серен на 20 км в длину и 15 км в ширину их часто путаю по выращиваемым сортам, однако Шабли не выращивает Пино Нуар.

## Геология и орография
Почвы относятся к юрскому периоду, то есть к 150-миллионным породам, в частности к Киммерийским для Chablis (Шабли являются образующими для Шабли Премьер Крю и Шабли Гран Крю), к Титонскому для Petit Chablis (Маленькое Шабли присоединены в 1944). Шабли Гран Крю (Chablis Grand Cru) расположены на портлендском известняке, где почвы обогащены глинисто-каменистым коллювием. В породе обнаружены отложения крошечных устриц. Это глинисто-известняковые почвы на самом теплом юго-западном склоне, на правом берегу реки Serein. Категория Премьер Крю (Chablis Premier Cru) — это не территориальная принадлежность (в плане геологии), а скорее качественная под категория самого виноградника: освещенность, топография, микроклимат и т. д.

## Климат
Чаблисский климат умеренный океанический, с континентальными тенденциями.

## Аппелласьоны
Аппелласьоны занимает 4 870 гектаров, в общей сложности 17 общин. ИНАО присвоил 4 наименования:
- Petit-Chablis (Маленькое Шабли), собранный в основном на пластах (производственная площадь 762 га);
- Chablis (Шабли) собранный на холмах, открытых на севере и востоке, и на плато (площадь производства 171 400 гектолитров или около 23 миллионов бутылок);
- Chablis Premier Cru (Первые Вина Шабли) собранные на холмах, открытых на юге и западе (площадь производства 43 600 гектолитров или около 6 миллионов бутылок);
- Chablis Grand Cru (Великий Вина Шабли), собранные исключительно в Шабли и Фье, на правом берегу реки Серен (площадь производства 106,42 га).

## Список терруаров, классифицированных как большой урожай
Они в числе семи, все на коммуне Шабли, сгруппированные на правом берегу реки Серейн на выставленном к юго-востоку котловине:
- Бланков — на площади 12,68 га;
- Бугрос — на 15,07 га;
- Клос — на 25,87 га;
- Гренуй — на 9,38 га;
- Ле През — на 10,81 га;
- Вальмур — на 10,55 га;
- Воудесир — на площади 15,43 га.

## Вино
Шардоне — единственный виноград, входящий в состав вин AOC. Его гроздья относительно небольшие, цилиндрические, неплотные, состоят из неровных, довольно мелких ягод золотисто-желтой окраски. Раннего периода созревания, влагостойкий, устойчив к гниению, если принимаются меры по контролю над урожайностью. Восприимчив к оидиуму и золотистому пожелтению (фр. Flavescence dorée; карантинное вирусное заболевание винограда).